# غاري بوسي
ويليام غاريث جيكوب بوسي (29 يونيو 1944) (بالإنجليزية: Gary Busey)‏ - ممثل سينمائي ومسرحي من مواليد مدينة «غوس كريك» من ولاية تيكساس الأمريكية، من أشهر أعماله «الخروف الأسود» "Black Sheep"، «تحت الحصار» "Under Siege". تم ترشيحه لجائزة الأوسكار لأفضل ممثل وفاز بجائزة الجمعية الوطنية لنقاد السينما لأفضل ممثل.

## وصلات خارجية
- غاري بوسي على موقع IMDb (الإنجليزية)
- غاري بوسي على موقع روتن توميتوز (الإنجليزية)
- غاري بوسي على موقع ألو سيني (الفرنسية)
- غاري بوسي على موقع ميوزك برينز (الإنجليزية)
- غاري بوسي على موقع تيرنر كلاسيك موفيز (الإنجليزية)
- غاري بوسي على موقع أول موفي (الإنجليزية)
- غاري بوسي على موقع قاعدة بيانات الأفلام السويدية (السويدية)
- غاري بوسي على موقع إن إن دي بي (الإنجليزية)
- غاري بوسي على موقع أول ميوزيك (الإنجليزية)
- غاري بوسي على موقع ديسكوغز (الإنجليزية)